# Cytaea dispalans
Cytaea dispalans är en spindelart som först beskrevs av Tord Tamerlan Teodor Thorell 1892.  Cytaea dispalans ingår i släktet Cytaea och familjen hoppspindlar. Inga underarter finns listade i Catalogue of Life.